# Port Gibson (Mississippi)
Port Gibson ist eine Stadt innerhalb von Mississippi in den Vereinigten Staaten. Sie ist der Verwaltungssitz (County Seat) des Claiborne County. Das U.S. Census Bureau hat bei der Volkszählung 2020 eine Einwohnerzahl von 1269 ermittelt. Der Ort liegt östlich des Mississippi River.
Die ersten europäischen Siedler in Port Gibson waren französische Kolonisten im Jahr 1729, womit es zu den ältesten europäischen Siedlungen in Mississippi gehört. Die Siedlung war ein Teil von Louisiana. Sie wurde 1803 als Stadt gechartert, nachdem die Vereinigten Staaten das Gebiet im Louisiana Purchase von Frankreich erworben hatten. Um die Baumwollplantagen in der Gegend nach dem Indian Removal Act in den 1830er Jahren zu entwickeln, importierten die Plantagenbesitzer des Staates Tausende afroamerikanischer Sklaven aus dem oberen Süden. Im County gab es schon lange vor dem Sezessionskrieg eine schwarze Mehrheit, die überwiegend versklavt war.
Mit dem Rückgang der Landwirtschaft und dem Mangel an anderen Arbeitsplätzen leidet die Stadt und das ländliche County unter Bevölkerungsrückgang und Armut. Der Höhepunkt der Bevölkerungszahl in der Stadt war 1950. Ein Bericht in der New York Times aus dem Jahr 2002 beschrieb Port Gibson als 80 Prozent schwarz und arm. Die meisten Weißen der Stadt sind Nachfahren von Baumwollplantagenbesitzern.

## Demografie
Nach der Schätzung von 2019 leben in Port Gibson 1312 Menschen. Die Bevölkerung teilte sich im selben Jahr auf in 11,1 % Weiße und 89,0 % Afroamerikaner. Hispanics oder Latinos aller Ethnien machten 0,2 % der Bevölkerung aus. Das mittlere Haushaltseinkommen lag bei 27.045 US-Dollar und die Armutsquote bei 37,8 %.

## Söhne und Töchter der Stadt
- Earl Van Dorn (1820–1863), Generalmajor der Konföderierten im Amerikanischen Bürgerkrieg
- James G. Spencer (1844–1926), Politiker